# Danzig (альбом)
| Оценки критиков                  | Оценки критиков |
| Источник                         | Оценка          |
| -------------------------------- | --------------- |
| AllMusic                         | [ 1 ]           |
| Collector's Guide to Heavy Metal | 5/10            |
| Melody Maker                     | (favorable)     |
| Pitchfork                        | 8.5/10          |
| Rock Hard                        | 7.5/10          |
| The Rolling Stone Album Guide    | [ 7 ]           |
| Thrasher                         | (favorable)     |
| Trouser Press                    | (mixed)         |

Danzig — дебютный альбом американской метал-группы Danzig, выпущенный в августе 1988 года и ставший первым релизом на новом лейбле Рика Рубина Def American Recordings. Став самым успешным релизом группы, в 1994 году он получил золотой статус, а чуть позже — платиновый.

## Об альбоме
Danzig был записан на студиях Atlantic Recording Studios и Chung King Metal.
Перезаписанная версия песни «Mother», с наложением аудитории и переименованная в «Mother ’93», стала хитом на радио и MTV в 1993-94 годах после появления видеоклипа на эту песню. Позже эта песня появлялась во множестве хеви-метал и хард-рок-сборниках, а также в компьютерных играх Grand Theft Auto: San Andreas, True Crime: New York City, в играх серии Guitar Hero и в F.E.A.R. 3. Она также вошла в саундтрек к фильму 2013 года «Мальчишник в Вегасе 3».
Изначально песни «Twist of Cain» и «Possession» были написаны для предыдущей группы Гленна Данцига Samhain. Текст «Twist of Cain» вдохновлён библейской историей о Каине и Авеле. Гитарист Джон Крайст так описал запись «Twist of Cain»: «Мы начали писать эту песню ещё до того, как [барабанщик] Бисквитс присоединился к группе. Сначала мы начали записывать ее в соль мажор, а затем в последнюю минуту решили, что лучше подойдет ля мажор. Мы оставили барабанные партии такими, какие они были, и перезаписали гитары, бас и вокал. Немногие знают об этом, но Джеймс Хэтфилд (из Metallica) пришёл и записал несколько бэк-вокальных партий на этой дорожке». Хэтфилд также записал бэк-вокал на «Possession», однако из-за контрактных обстоятельств его имя нельзя было указать на обложке альбома.

## Значение
В марте 2023 года группа авторов американского издания Rolling Stone включила композицию «Mother» из данного альбома в список «100 величайших хеви-метал песен всех времён». В этом рейтинге она заняла 32-ю позицию, заметку о ней составила Бриттани Спанос.

## Трек-лист
Все песни написаны Гленном Данцигом, кроме песни «The Hunter», авторами которой являются Букер T. Джоунс, Аль Джексон Мл., Дональд Данн, Стив Крупер и Карл Вэлс.
| №   | Название            | Длительность |
| --- | ------------------- | ------------ |
| 1.  | «Twist of Cain»     | 4:17         |
| 2.  | «Not of This World» | 3:42         |
| 3.  | «She Rides»         | 5:10         |
| 4.  | «Soul on Fire»      | 4:36         |
| 5.  | «Am I Demon»        | 4:57         |
| 6.  | «Mother»            | 3:24         |
| 7.  | «Possession»        | 3:56         |
| 8.  | «End of Time»       | 4:02         |
| 9.  | «The Hunter»        | 3:31         |
| 10. | «Evil Thing»        | 3:16         |

## Участники записи
- Гленн Данциг — вокал, клавишные
- Иири Вон — бас
- Джон Крайст — гитара
- Чак Бисквитс — ударные